# David Gest
David Alan Gest (Los Angeles, 11 de maio de 1953 — Londres, 12 de abril de 2016) foi um promoter e produtor de televisão norte-americano. Era amigo íntimo de Michael Jackson, e teve um turbulento casamento com Liza Minnelli.    	

## Biografia
David Gest nasceu em Los Angeles, em uma família judia, e cresceu no sul da Califórnia, onde conheceu Michael Jackson e o grupo The Jackson 5 tornando-se amigos de infância. Residia em Memphis, Tennessee e no Reino Unido.
Gest admitiu que nos anos 80 fez várias operações de cirurgia plástica do mesmo médico de Michael Jackson
Gest e Liza Minnelli se casaram em 16 de março de 2002, e separaram-se menos de um ano e meio depois, em julho de 2003. Em outubro de 2003, Gest a processou por $10.000 mil dólares, alegando que ela havia sido violenta e fisicamente abusiva durante o casamento, o comportamento no depoimento a culpou pelo alcoolismo da esposa. Minnelli negou as acusações, alegando que Gest foi simplesmente atrás de dinheiro. A ação foi indeferida em setembro de 2006 por falta de provas e pode ser julgado de fato.  Em janeiro de 2007, David Gest e Liza Minnelli se divorciaram depois de chegar a um comum acordo. 
Em 2006 foi um dos jurados do reality show I'm a Celebrity, Get Me Out of Here! na Inglaterra.
Em 12 de abril de 2016, Gest foi encontrado morto num hotel em Londres. Para a polícia, a morte de David foi tratada como "inesperada e aparentemente não há circunstâncias suspeitas. 